# Order Flagi (Węgry)
Order Flagi (węg. Zászlórend) – odznaczenie cywilne Węgierskiej Republiki Ludowej, a później Republiki Węgierskiej, nadawane od 1953 do 1989 pod nazwą Order Flagi Węgierskiej Republiki Ludowej (Magyar Népköztársaság Zászlórendjének), a po zmianie nazwy w 1989 na Order Flagi Republiki Węgierskiej (Magyar Köztársaság Zászlórendje) przyznawane jeszcze do 1991, jako ważniejszy z dwóch zachowanych orderów obok Orderu Gwiazdy Republiki Węgierskiej, ponieważ wygląd obu nie zawierał zakazanych symboli reżimu totalitarnego.
Nadawany był obywatelom Węgier i cudzoziemcom, którzy swoją pracą osiągnęli niezwykłe sukcesy podczas walki o pokój i budowę państwa, w rozwoju przyjacielskich relacji i współpracy pomiędzy WRL a innymi krajami itp.
Order podzielono na pięć klas, gdzie każda klasa/stopień (fokozata) miała inną wielkość (im wyższa klasa, tym większa gwiazda) lub dodatki:
- I Klasa (∅ 80 mm):

– ze złotym wieńcem i diamentami
– ze złotym wieńcem i rubinami
– ze złotym wieńcem (bez klejnotów)
- II Klasa – ze złotym wieńcem (bez klejnotów – ∅ 70 mm),
- III Klasa – ze złotym wieńcem (bez klejnotów – ∅ 60 mm),
- IV Klasa – z zielonym wieńcem (laminowanym – ∅ 60 mm),
- V Klasa – na wstążce (∅ 50 mm).

Dwie najniższe zlikwidowano reformą z 1963.
Pierwsze cztery klasy miały wygląd ośmiopromiennej gwiazdy orderowej, z ośmioma krótszymi promieniami pomiędzy dłuższymi. Na środkowym medalionie umieszczono flagę państwową otoczoną od spodu i z boków wieńcem laurowym.
Łącznie order otrzymało około 1,5 tysiąca osób.